# Hausbrücke (Großheringen)

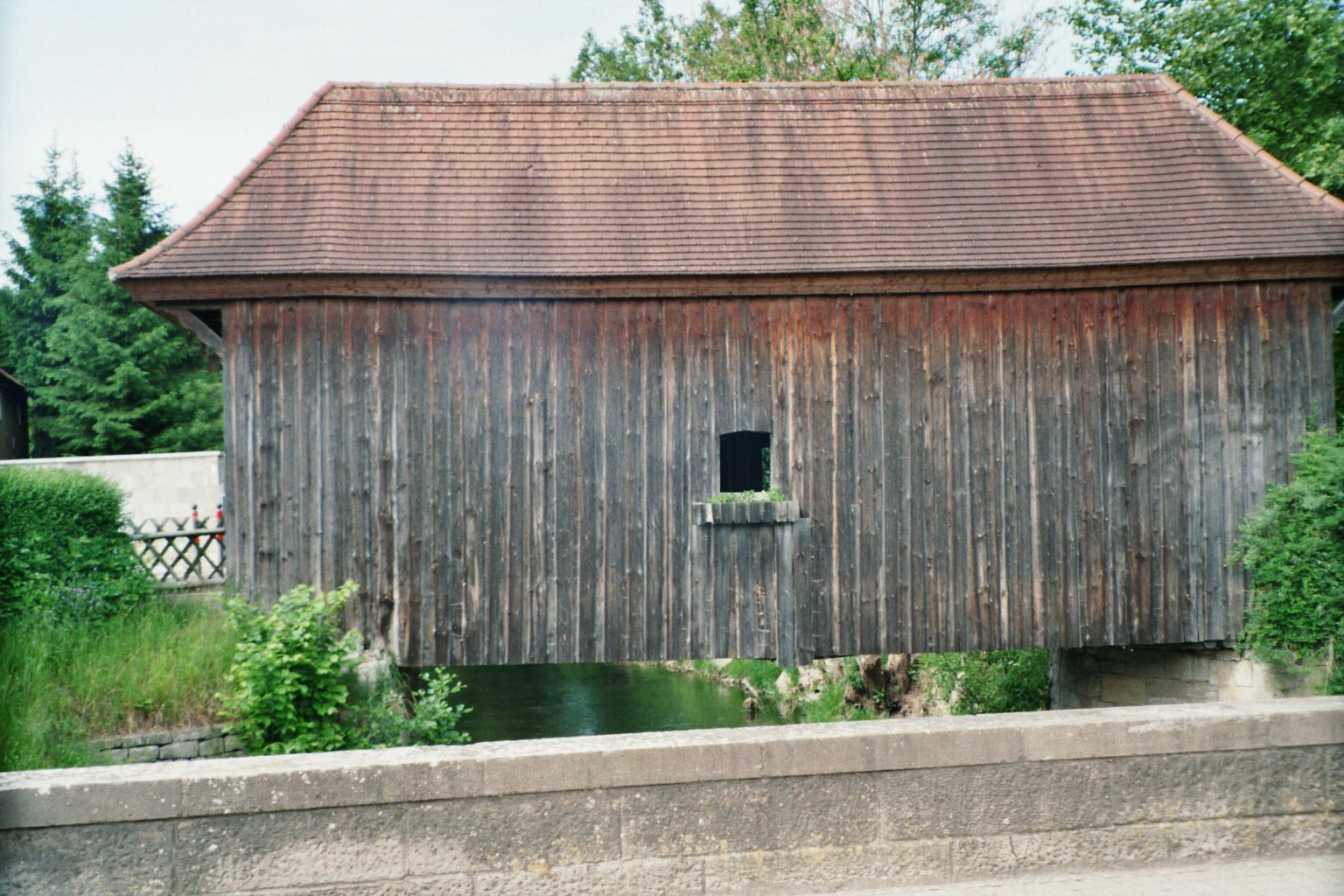
Hausbrücke über die Ilm in Großheringen

Die Hausbrücke oder auch Salzbrücke in Großheringen ist eine die Ilm überquerende Holzbrücke mit einem ziegelgedeckten Walmdach.
Die gedeckte Brücke wurde 1753 erbaut und 1991 einer umfassenden Sanierung unterzogen. Bis auf die Pfeiler und drei Holzbalken war diese nicht mehr zu halten und musste originalgetreu wiedererrichtet werden. Das Dach wurde mit den historischen Ziegeln neu eingedeckt.
Die Hausbrücke war die einzige Verbindung der Salzstraße über die Ilm mit dem Saalfelder Land, weshalb sie auch Salzbrücke genannt wurde. Sie ist eine Sprengwerkbrücke. Sie wurde errichtet, damit Fuhrleute auch bei hohem Wasserstand die Ilm überqueren konnten beziehungsweise Tiere beim Überqueren geschützt waren. Durch das Fenster ist die Einmündung der Ilm in die Saale zu sehen.
Auf der denkmalgeschützten Hausbrücke überqueren heute nur noch Radfahrer und Fußgänger die Ilm. Der andere Verkehr geht über eine andere Brücke etwa zwanzig Meter flussabwärts.
Zwei ähnliche Verkehrsbauwerke im Umkreis gibt es in Buchfart und in Camburg.